# ینی‌شهر، مرسین
ینی‌شهر (به ترکی استانبولی: Yenişehir) یک منطقهٔ مسکونی در ترکیه است که در استان مرسین واقع شده‌است.

## خواهرخوانده
شهر نوی‌اشتات آن در واین‌اشترایه خواهرخواندهٔ ینی‌شهر، مرسین هست.